# Dawesův plán
Dawesův plán byl projekt formou mezinárodní dohody, který měnil režim plateb německých reparací vůči vítězům první světové války.

## Koncept plánu
Německo po první světové válce nebylo schopné v plné výši hradit reparace. Tento stav vedl v roce 1923 k Rúrské krizi. Spojené státy v lednu 1924 vyvinuly iniciativu, vytvořit odbornou komisi pod vedením finančníka Charlese Dawese, která měla za cíl vytvořit plán hospodářského oživení v Německu. Komise pracující v Paříži předložila nové schéma plateb reparačních splátek. První rok mělo Německo zaplatit jen jednu miliardu marek a až v pátém roce mělo začít s placením 2,5 miliardy marek ročně, tedy jak určoval původní rozvrh. Německu mělo být také dovoleno obdržet finanční půjčku ve výši 800 milionů marek. Německá centrální banka měla podléhat mezinárodní kontrole.
„V duchu Dawesova plánu zaplavily německý průmysl dolary a libry. První půjčka stanovená plánem na 800 mil. zlatých marek byla ve skutečnosti realizována na 921 mil., z toho 461 mil. na newyorské a 227 mil. na londýnské burze. Za šest let trvání Dawesova plánu (léta 1924–1929) poskytly Spojené státy a Anglie Německu ve formě půjček, úvěrů a kapitálových investic do průmyslu nejméně 20–25 miliard marek. Za stejné období zaplatilo Německo na reparacích celkem jen 11 miliard marek. Spojenci tedy dostali reparace v částce o polovinu menší, než činily celkové úvěry, jež Německu poskytli.“

V roce 1929 byl realizován nový koncept – Youngův plán.